# Josef Franz Freyn
Josef Franz Freyn, né le 7 décembre 1845 à Prague (Bohême, Empire d'Autriche) et mort le 16 janvier 1903 à Smichow, (Bohême, Autriche-Hongrie), est un botaniste autrichien de Bohême qui s'est spécialisé dans les spermatophytes et notamment dans les plantes de Hongrie, d'Istrie et d'Orient.

## Biographie
Josef Franz Freyn poursuit ses études secondaires à Prague au Gymnasium entre 1856 et 1862, puis au Technikum entre 1862 et 1865 et enfin continue ses études supérieures à Vienne dans une grande école du génie civil, devenant ingénieur dans le domaine de la construction de lignes de chemin de fer dans le royaume de Hongrie (Autriche-Hongrie). Il se passionne également pour la botanique, qu'il exerce comme amateur éclairé et se constitue un herbier en Hongrie, puis il fait de même en Istrie, où il supervise la construction de lignes de chemin de fer entre 1874 et 1878. Il retourne à Prague en 1881, où il est propriétaire d'une entreprise de construction.
Il a été l'auteur de nombreuses publications, en particulier dans le Bulletin de l'Herbier Boissier. Il a défini plusieurs genres botaniques et décrit de nouvelles espèces, appartenant par exemple aux genres Allium, Bunium, Delphinium, Fritillaria, Geranium, Haplophyllum, Hypericum Silene, Vicia, etc., surtout originaires d'Asie centrale, du Pamir et du Turkestan russe.
Une partie de son herbier est conservée à l'université de Göttingen.

## Quelques publications
- (de) Die Flora von Süd-Istrien ... Aus den Abhandlungen der K.K. zoologisch-botanischen Gesellschaft in Wien, 1877 [i.e. 1878]. Oct
- (de) Zur Flora des Monte Maggiore in Istrien, 1879. Oct
- (fr) Josef Franz Freyn et Gaston Gautier Quelques plantes nouvelles pour la flore de France // extrait du Bulletin de la Société botanique de France, 1881. Oct.
- (de) Beitrag zur Flora von Syrien und des cilicischen Taurus // Separatabdruck aus der Deutschen botanischen Monatsschrift, 1888. Oct
- (de) Beitrag zur Flora von Bosnien und der angrenzenden Hercegovina. Nach den von Erich Brandis SJ gesammelten Pflanzen // Aus den Verhandlungen der k.k. zoologisch-botanischen Gesellschaft in Wien, 1888. Oct.
- (de) Plantae Karoanae. Aufzahlung der von Ferdinand Karo im Jahre 1888 im baikalischen Sibirien, sowie in Dahurien gesammelten Pflanzen // Separatabdruck aus der Oesterr. bot. Zeitschrift, 1889-1890. Oct.
- (de + la) Die in Tirol und Vorarlberg vorkommenden Arten der Gattungen Oxygraphis, Ranunculus und Ficaria, analytisch bearbeitet // Zeitschriftt des Ferdinandeums Tirol 35: p. 265–272. 1893.
- (de + la) Ueber neue bemerkenswerthe orientalische Pflanzenarten // Bulletin de l'Herbier Boissier, Genève, vol. III, p. 97–108, 1895
- (de + la) Verzeichniss der von P. Sintenis in Ost-Masenderan gesammelten Pflanzen // Bulletin de l'Herbier Boissier, 1902. Oct.
- (de + la) Plantæ ex Asia Media. Enumeratio plantarum in Turania a cl. Sintenis ann. 1900-1901 lectarum, additis quibusdam in regione caspica, transcaspica, turkestanica, præsertim in altiplanitie Pamir a cl. Ove Paulsen ann. 1898-1899 altiisque in Turkestania a cl. V. F. Brotherus anno 1896 lectis // Bulletin de l'Herbier Boissier, 2e série, p. 857 sq, 1903